# Reinhard Löffler (Fußballspieler)
Reinhard Löffler (* 22. Februar 1942 in Hamburg) ist ein ehemaliger deutscher Fußballspieler. Der Mittelfeldspieler hat beim Hamburger SV von 1966 bis 1968 in der Fußball-Bundesliga 24 Ligaspiele (1 Tor) und nach seinem anschließenden Wechsel zum FC St. Pauli in die zweitklassige Fußball-Regionalliga Nord von 1968 bis 1973 insgesamt 130 Regionalligaspiele mit 13 Toren absolviert. Mit St. Pauli gewann er in den Jahren 1972 und 1973 die Meisterschaft in der Regionalliga Nord.

## Karriere
Über die Ausgangsstation Harburger TV war Löffler zu der Amateurmannschaft des Hamburger SV gekommen. Zur Saison 1966/67 bekam er einen Vertrag für die Lizenzspielermannschaft. Dazu verpflichtete der HSV noch die Spieler Hans Schulz (Werder Bremen), Elmar May (Borussia Neunkirchen) und Hans-Jürgen Hellfritz (SV Munster). Unter Trainer Josef Schneider hatte Löffler am 10. September 1966 bei einem 1:1 bei Rot-Weiss Essen seinen ersten Einsatz im Oberhaus des deutschen Fußballs. Es folgten noch Einsätze gegen Hannover 96 (0:1), Eintracht Braunschweig (0:2), VfB Stuttgart (1:1), MSV Duisburg (1:2), FC Schalke 04 (1:1), 1. FC Kaiserslautern (1:2) und am letzten Spieltag (3. Juni 1967) der Runde beim 2:1-Sieg gegen Fortuna Düsseldorf. Im DFB-Pokal war der vormalige HSV-Amateur am 25. März beim Viertelfinalspiel bei Kickers Offenbach (0:0 n. V.) wie auch im Wiederholungsspiel am 12. April 1967 beim 2:0-Heimsieg aufgelaufen. Zum sportlichen Höhepunkt wurde seine Teilnahme am Halbfinalspiel des Pokals am 6. Mai in Hamburg vor 34.000 Zuschauern gegen Alemannia Aachen. Löffler und Kollegen setzten sich mit 3:1 durch und die „Rautenträger“ zogen in das Pokalfinale am 10. Juni 1967 in Stuttgart gegen den FC Bayern München ein. Da kam Löffler nicht zum Einsatz und der FC Bayern setzte sich überlegen mit 4:0 durch. Trotzdem waren die Hamburger für den Europapokal qualifiziert, da die Münchner als Pokalverteidiger im Wettbewerb um den Europapokal der Pokalsieger 1968 teilnahmen.
In der folgenden Saison, 1967/68, kam Löffler auf mehr Einsatzzeit, er absolvierte 16 weitere Spiele (1 Tor) in der Liga und zwei Europapokalspiele gegen Wisla Krakau. Sein letztes Bundesligaspiel bestritt der Mittelfeldspieler am 11. Mai 1968 unter Trainer Kurt Koch bei einem 1:0-Auswärtserfolg bei München 1860. Er wurde in der 70. Minute für Franz-Josef Hönig eingewechselt. Zur Saison 1968/69 wechselte er zum FC St. Pauli in die zweitklassige Regionalliga Nord.
In den ersten drei Runden beim Team vom Millerntor erreichte er unter Trainer Erwin Türk mit dem Erreichen der Vizemeisterschaft 1970/71 die beste Platzierung. In der Aufstiegsrunde kam er in allen acht Spielen (1 Tor) zum Einsatz, zum Aufstieg reichte es aber nicht. In seinen letzten zwei Jahren bei St. Pauli gewann er unter den Trainern Edgar „Edu“ Preuß (1971/72) und Karl-Heinz Mülhausen (1972/73) zwar die Meisterschaft in der Regionalliga Nord, aber der Aufstieg in die Bundesliga gelang nicht. Nach insgesamt 130 Regionalligaeinsätzen mit 13 Toren, 16 Spielen in der Bundesligaaufstiegsrunde (2 Tore) und fünf Einsätzen im DFB-Pokal (1 Tor) beendete Löffler im Sommer 1973 seine Laufbahn bei St. Pauli.